# 화엄교학
화엄교학(華嚴敎學)은 《화엄경》을 근본 경전으로 하여 현수대사 법장(法藏: 643-712)이 대성한 화엄종의 교학이다. 천태지자대사 지의(智顗: 538-597)가 대성한 천태교학(天台敎學)과 더불어 중국 불교의 대표적인 교학 중 하나를 이룬다.
화엄교학은 심원하고 광대한 불교의 세계관을 확립하였는데, 주요 교의로는 법계연기(法界緣起) · 십현문(十玄門) · 육상원융(六相圓融)이 있다. 불교의 근본적인 진리인 연기설(緣起說)의 입장에 서서 현상과 차별(差別)의 현실 세계를 체계적으로 설파한 것이 화엄의 세계관이다. 특히, 법계연기 중 사사무애법계(事事無礙法界)는 연기론의 극치로서 화엄교학의 특징을 이루는데, 중중무진(重重無盡)의 법계연기(法界緣起) 또는 법계무진연기(法界無盡緣起)라고도 불린다.
오교십종(五敎十宗)은 두순(杜順: 557-640)에 의해 기초가 놓인 것을 법장이 완성한 화엄종의 교판이다.

## 성립 역사
《화엄경(華嚴經)》이 처음 중국에서 한역된 것은 동진(東晋)의 불타발타라(佛馱跋陀羅: 395~429)에 의해서이다. 그 후 《화엄경(華嚴經)》의 연구자가 많이 배출되었으나, 화엄의 교학은 이들 경전 연구자들보다는 수나라(隋)에서 당나라(唐) 초기에 걸쳐 활약한 선관(禪觀)의 실수자(實修者)인 두순(杜順)에서 비롯되어, 지엄(智儼)을 거쳐 현수대사 법장(贅首大師法藏)에 의해 대성되었다. 법장의 저서인 《화엄경탐현기(華嚴經探玄記)》 · 《화엄오교장(華嚴五敎章)》 등에 의해 화엄 교학이 확립되었다.

## 특징 및 성격
화엄교학은, 천태교학이 실천으로서의 지관(止觀)을 중시한 데 비해, 심원하고 광대한 불교의 세계관("중중무진(重重無盡)의 법계연기(法界緣起)")을 이론적으로 확립하였다는 특징이 있다. 천태교학에서는 구체적인 실천으로서의 관법(觀法)을 중시했던 반면 화엄교학에서는 이론면에 편중하였기 때문에 화엄교학에 기반한 화엄종은 살아 있는 종교로서의 생명력이 약간 부족했다.

## 법계연기
중중무진의 법계연기(重重無盡의 法界緣起)는 화엄교학의 특징이다.
중중무진의 법계연기에 의하면 이 현상세계(現象世界)는 법신으로서의 비로사나불(毘盧舍那佛 · Virocana Buddha · 대일여래)이 현신(顯身)한 것으로, 따라서 법계(Dharmadhatu)라고 한다. 그리고 법계는 한 티끌(一微塵) 속에 세계 전체가 반영되어 있으며, 일순간 속에 영원이 포함되어 있는 구조를 가지고 있다고 한다. 즉 하나를 들면 거기에 전우주가 관계되고, 일체(만물 전체)가 개개의 사물 속에 포함되며, 서로 주종(主從)이 되어 무한히 관계되고 융합되며 서로 작용을 주고 받는다. 즉, 일즉일체(一卽一切) · 일체즉일(一切卽一)의 관계에 있다고 한다.
화엄교학에서는 법계를 아래와 같은 사법계(事法界) · 이법계(理法界) · 이사무애법계(理事無礙法界) · 사사무애법계(事事無礙法界)의 4종으로 나누었는데, 이를 사법계(四法界) 또는 사법계관(四法界觀)이라 한다.
1. 사법계(事法界): 현실의 미혹의 세계이다. 우주는 차별이 있는 현상 세계라는 세계관이다.
2. 이법계(理法界): 진실에 대한 깨달음의 세계이다. 우주의 모든 사물은 진리가 현현(顯現)된 것이라는 세계관이다.
3. 이사무애법계(理事無礙法界): 이상으로서의 깨달음의 세계가 현실의 미혹의 세계와 떨어져서는 존재할 수 없는, 즉 번뇌즉보리(煩惱卽菩提), 현실즉이상(現實卽理想)의 세계이다. 모든 현상과 진리는 일체불이(一體不二)의 관계에 있다는 세계관이다.
4. 사사무애법계(事事無礙法界): 현실의 각 존재가 서로 원융상즉(圓融相卽)한 연기관계(緣起關係)에 있는 세계이다. 현상계는 서로 교류하여, 1개와 여러 개가 한없이 관계하고 있다는 세계관이다.

사법계(四法界) 중 특히 제4의 사사무애법계(事事無礙法界)는 화엄교학의 특징을 보여주는 것으로, 일반적으로는 중중무진(重重無盡)의 법계연기(法界緣起) 또는 법계무진연기(法界無盡緣起)라고도 불린다.
사사무애법계관(事事無礙法界觀)에 따르면, 일체의 존재는 타(他) 존재와 상즉상입(相卽相入) 관계에 있기 때문에 하나(一)를 들면 그 밖의 모든 것은 그 속에 수용되며, 하나를 주(主)로 하면 그 밖의 것은 반(伴)이 되어 일체의 것은 절대적인 가치를 지니게 되고, 차별의 세계 자체가 부처의 목숨이 된다.
화엄교학은, 사사무애법계관(事事無礙法界觀)을 통해, 우리들이 현재 살고 있는 생사의 세계야말로 부처의 주처(住處)이며, 연기(緣起)하는 일체의 것이 변화하고 생멸(生滅)하는 무상(無常) 속에 부처 자체의 영원한 생명이 있다는 절대적 현실긍정관(現實肯定觀)을 세웠다.
이와 같은 법계연기설은 십현문(十玄門)과 6상원융(六相圓融) 등의 교설로 강설되며 화엄교학의 중심을 이루었다.

## 십현문
십현문(十玄門) 또는 십현연기무애법문의(十玄緣起無礙法門義)은 사사무애법계(事事無礙法界)의 연기설을 강설하는 데 사용되는 교의로, 사사무애법계의 특징을 10가지 측면에서 설명한다.
십은 만수(滿數), 현은 심현(深玄), 문은 사사무애(事事無礙)의 법문이란 뜻이다. 십현문의 하나의 문에 깨달아 들어서면, 열가지 모두를 깨닫게 되는 관계에 있다. 지엄(智儼)이 세운 것을 구(舊) 10현 또는 고십현이라 하고, 현수법장(賢首法藏)이 『오교장(五敎章)』에서 이것을 계승하고, 『탐현기』 제1권에 표시한 것을 신(新) 10현이라 한다. 현재의 십현문은 신십현을 말한다. 십현문의 한가지 문에만 들어서면, 불교 최고의 깨달음 경지인 사사무애 경지를 완전히 이룬 것이 된다.
1. 동시구족상응문(同時具足相應門)
십현문의 총설(總說)이며 나머지 9문은 별설(別設)이라고 한다. 불설수능엄삼매경에 즉시에 우주의 모든 부처님의 신통력을 모두 갖춘다고 나온다.
2. 광협자재무애문(廣狹自在無碍門)
고십현의 제장순잡구덕문(諸藏純雜具德門)이다. 명상 속에서, 아무리 좁은 구멍도 출입이 자유롭고, 별보다 큰 의자에 앉는 것도 자유롭다. 유마경에 큰 의자에 앉는 신통력이 나온다.
3. 일다상용부동문(一多相容不同門)
4. 제법상즉자재문(諸法相卽自在門)
명상 속에서, 부처는 우주의 모든 다른 부처님을 포함해서, 그 어떤 중생의 모습으로도 변신할 수 있다.
5. 은밀현료구성문(隱密顯了俱成門)
고십현의 비밀은현구성문(秘密隱顯俱成門)이다. 명상 속에서, 부처는 허공의 몸으로 바꿀 수 있으며, 이럴 경우 다른 부처님도 모든 우주의 그 어떤 존재도 허공의 몸이 된 그 부처님을 찾을 수 없다. 그럼에도 사라진 것이 아니라 그 자리에 분명히 존재하고 있다. 그 누구도 찾을 수가 없기에, 그 누구도 위해를 가할 수도 없어서, 매우 편안하게 그 자리에 존재한다.
6. 미세상용안립문(微細相容安立門)
명상 속에서, 수미산을 겨자씨에 넣고, 삼천대천세계를 한 티끌 속에 넣어도, 현상태를 파괴하지 않고 각각 그 분수를 지켜 서로 수용하고 서로 안립(安立)한다. 유마경, 열반경에 부처는 명상 속에서 수미산을 겨자씨에 넣을 수 있다고 나온다.
7. 인다라망경계문(因陀羅網境界門)
인다라망이 모두 보배로 이루어진 것과 같으니, 보배의 밝게 사무침으로 인하여 영상이 서로 나타난다. 하나의 구슬 속에 나타나면, 나머지 영상도 다 하나를 따라 그러하면서 더 이상의 오고 감이 없다. 이제 서남쪽을 향하여서 한 알의 구슬을 취하여 시험하면, 이 하나의 구슬이 일체 구슬의 영상을 단박에 나타낼 수 있다. 하나의 구슬이 그렇다면 나머지 하나하나도 마찬가지다.[5] "하나의 털구멍에서 아승기의 모든 부처가 세상에 출현함을 봄으로써 법에 들어가는 무진장을 얻는다"는 경지이다.[6]
8. 탁사현법생해문(托事顯法生解門)
9. 십세격법이성문(十世隔法異成門)
명상 속에서, 한점 티끌 속에 과거, 현재, 미래 3세(三世)의 모든 부처님 세계(佛刹)를 넣을 수 있다. 현재의 한 사건에 과거 현재 미래의 전부가 비추어 나타난다는 관법(觀法)이다. 열반경에 무량겁의 시간을 일초로 줄일 수 있고, 일초의 시간을 무량겁으로 늘일 수 있다고 나온다. 수천억년의 명상 수행을 일초만에 끝낼 수 있다.
10. 주반원명구덕문(主伴圓明具德門)
고십현의 유심회전선성문(唯心廻轉善成門)이다.

## 육상원융
육상설(六相說)은 사사무애법계(事事無礙法界)의 연기설을 강설하는 데 사용되는 교의로, 모든 존재는 총상(總相) · 별상(別相) · 동상(同相) · 이상(異相) · 성상(成相) · 괴상(壞相)의 여섯 가지 모습을 가지고 있음을 뜻한다.
육상원융(六相圓融)은 모든 존재가 여섯 가지 모습, 즉 육상(六相)을 갖추고 있는데, 모든 존재 전체와 각 부분이 서로 원만하게 융화되어 있으며 또한 각 부분과 각 부분도 서로 원만하게 융화되어 있다는 교의이다.

## 같이 보기
- 법장
- 두순
- 의상
- 화엄종
- 오교십종
- 천태종
- 천태교학

## 참고 문헌
- 이 문서에는 다음커뮤니케이션(현 카카오)에서 GFDL 또는 CC-SA 라이선스로 배포한 글로벌 세계대백과사전의 내용을 기초로 작성된 글이 포함되어 있습니다.